# TV5-Sendeturm Bangkok
Der TV5-Sendeturm Bangkok ist der höchste freistehende Stahlfachwerkturm in Thailand. Er ist ein 225 Meter hoher, frei stehender Stahlfachwerkturm in Bangkok, der zur Verbreitung des Fernsehprogramms TV5 im Band III dient.
Der auf Pfählen gegründete TV5-Sendeturm Bangkok wurde von der amerikanischen Firma Rohn Products International gebaut und verfügt über einen dreieckigen Querschnitt.